# Nurgül Yeşilçay

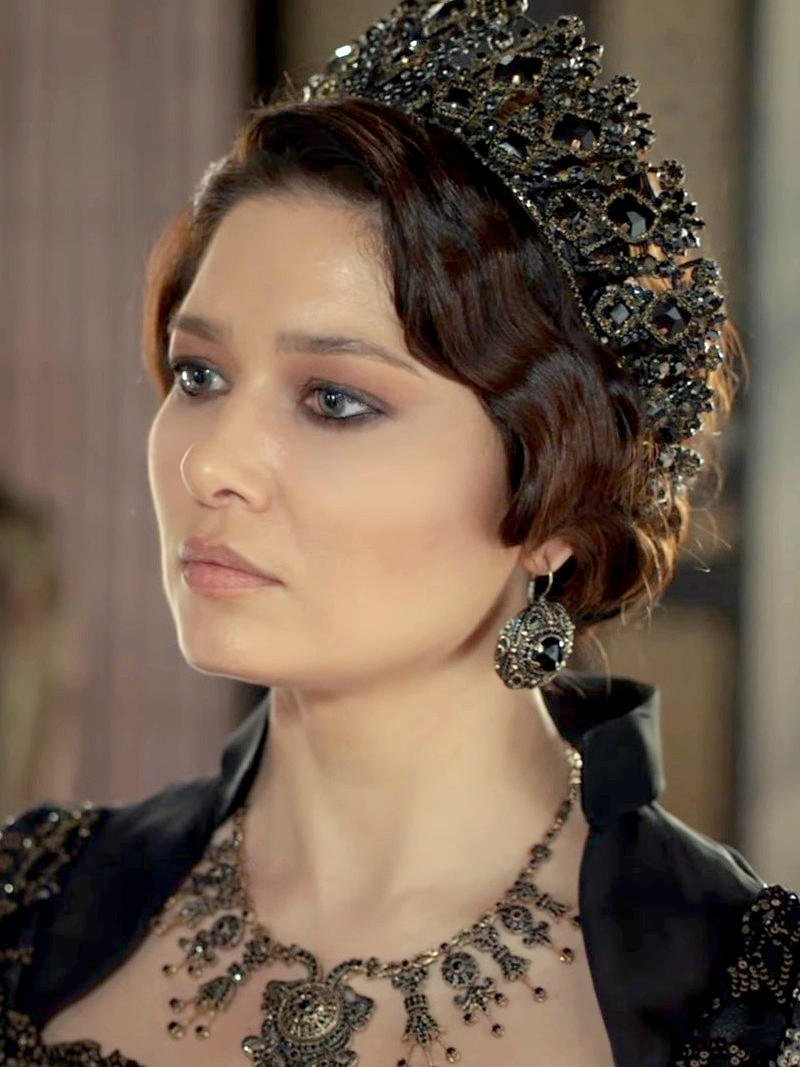

Nurgül Yesilçay nasceu em Afyonkarahisar, Turquia, em 1976. Estudou arte dramática no Conservatório Estadual de Anadolu University em Eskisehir. Desde sua formatura, tem realizado vários papéis importantes para o palco, incluindo Ofélia em Hamlet e Blanche DuBois em Um Bonde Chamado Desejo. Teatro de lado, ela ganhou proeminência como a liderança em, entre outros, três dramas de televisão turcos recordes. Ela fez sua estreia no cinema em 2001 no filme de Semir Arslanyürek Sellale, (The Waterfall). Ela ganhou o prêmio de "Melhor Atriz" no 45 Antalya Golden Orange Film Festival. Foi casada com o ator Cem Ozer com quem teve um filho.